# Daisaku Ikeda
Daisaku Ikeda (池田大作 いけだ だいさく født 2. januar 1928 i Tokyo, død 15. november 2023) var en japansk buddhistisk filosof, forfatter, digter og fredskæmper. Daisaku Ikeda var præsident for Soka Gakkai International (SGI) som er en ikke-statslig organisation med mere end 12 mio. medlemmer i 192 lande. Han er også stifter af mange institutioner såsom Boston Forskningscenter for det 21. Århundrede, Toda Instituttet for Verdensfred og Politisk Forskning, Min-on Musiksammenslutning, Fuji Art Museum samt Soka uddannelsessystemet med universiteter i Tokyo, Japan og Orange County, USA.
Ikeda var som teenager øjenvidne til de menneskelige tab, pinsler og virvar som en nation i krig skaber. I efterkrigstidens kaotiske Japan bekendte han sig til buddhismen efter et møde med den brændende pacifist, pædagogen, Josei Toda. Toda var leder af den buddhistiske lægorganisation Soka Gakkai og havde været fængslet under anden verdenskrig på grund af sin tro. Disse oplevelser skærpede Ikedas dybe engagement i fredsarbejdet og var baggrunden for hans anstrengelser for at skabe en global fredskultur.
Han udbredte bl.a. sine tanker gennem foredrag på mange af verdens førende universiteter, og mødtes i dialog med store personligheder, f.eks. Arnold Toynbee, Johan Galtung, Vaclav Havel, Henry Kissinger, Chou Enlai, Michail Gorbatjov og Nelson Mandela.
I 1983 modtog Daisaku Ikeda FNs Fredsmedalje. Han var med til at mindske spændingerne mellem Kina og Sovjetunionen i 1970'erne gennem "privatmands-diplomati", og i 1997 blev han æresmedlem af World Federation of United Nations Associations - WFUNA for sit store engagement i FN.
Som den eneste i verden har Ikeda modtaget over 250 akademiske doktorater og ærestitler. Nummer 250 modtog han den 21. marts 2009 fra Univercity College, Syd fra Haderslev.